# Bantouré
Bantouré ist ein Dorf in der Landgemeinde Karma in Niger.

## Geographie
Das von einem traditionellen Ortsvorsteher (chef traditionnel) geleitete Dorf liegt am linken Ufer des Flusses Niger. Es befindet sich rund zwei Kilometer südöstlich des Hauptorts Karma der gleichnamigen Landgemeinde, die zum Departement Kollo in der Region Tillabéri gehört. Zu weiteren Siedlungen in der Umgebung von Bantouré zählen Kanta und Bangawi Zarma am linken Flussufer, Balati am rechten Flussufer und Karma Goungou auf einer im Westen vorgelagerten Flussinsel.
Bantouré ist Teil der Übergangszone zwischen Sahel und Sudan. Die durchschnittliche jährliche Niederschlagshöhe beträgt hier zwischen 400 und 500 mm.

## Geschichte
Bei einer Untersuchung im März 1982 wurden beim Befall mit der Saugwürmer-Art Schistosoma haematobium unter den 5- bis 19-Jährigen eine Prävalenz von 47 Prozent und bei der gesamten Dorfbevölkerung eine Prävalenz von 34 Prozent festgestellt. Bei der Flutkatastrophe von 2010 gehörte Bantouré zu den am schwersten getroffenen Orten in der Gemeinde Karma, in der innerhalb weniger Tage insgesamt 1436 Hektar landwirtschaftliche Nutzflächen überschwemmt wurden. Bantouré war im August 2012 erneut von einem schweren Niger-Hochwasser betroffen. Zahlreiche Familien mussten umgesiedelt werden. Der französische humanitäre Verein Niger Ma Zaada errichtete im selben Jahr eine Wasserleitung im Ort.

## Bevölkerung
Bei der Volkszählung 2012 hatte Bantouré 748 Einwohner, die in 80 Haushalten lebten. Bei der Volkszählung 2001 betrug die Einwohnerzahl 468 in 60 Haushalten und bei der Volkszählung 1988 belief sich die Einwohnerzahl auf 645 in 94 Haushalten.

## Wirtschaft und Infrastruktur
Bei Bantouré erstreckt sich das 123 Hektar große Reisanbaugebiet von Karma, das 1971 angelegt wurde. Es wird von vier Kooperativen aus den Dörfern Bantouré, Bangawi Zarma, Kanta und Karma bewirtschaftet. In Bantouré werden außerdem Rinder für die Milchproduktion gehalten. Es gibt eine Schule im Dorf.